# Croix de Jérusalem
La croix de Terre sainte ou croix de Jérusalem (☩, unicode U+2629) est un ancien emblème des chrétiens d'Orient, formé d’une croix à quatre branches égales, et dont chaque branche se termine par une béquille (ou un tau). On l’appelle aussi croix potencée ou croix à béquilles.
C'est le symbole de la custodie franciscaine de Terre sainte, du Christian Media Center et de l'Œuvre d'Orient.
Dans sa version dite de Jérusalem, elle est composée d'une grande croix grecque cantonnée de quatre petites croix, également grecques, symbole des quatre Évangiles ou des quatre directions vers lesquelles la parole du Christ s'est répandue à partir de Jérusalem.

Version dite de Jérusalem avec de simples croix grecques.

Selon la tradition, le blason de Jérusalem (d'argent, à la croix potencée d'or, cantonnée de quatre croisettes du même) contrevient volontairement aux règles héraldiques, pour mieux marquer le prestige tout particulier de cette ville. En effet, la science héraldique interdit de superposer deux métaux. Dans ce cas, les croix d'or sont superposées au fond d'argent.

## Origine et histoire
Il n’existe aucune information certaine sur son origine. Le signe, associé au Royaume fondé par les croisés en 1099, figure en réalité sur des monnaies, des sceaux et des drapeaux qui n’ont rien à voir avec le monde des Croisades. En revanche, il est certain que la croix de Jérusalem acquiert, avec les Croisades, à côté de la signification spirituelle, une signification politique et d’identité territoriale.
Il est probable que la croix de Jérusalem est l’évolution d’une croix grecque avec des petits points à la place des petites croix grecques utilisées par les toutes premières communautés chrétiennes du Moyen-Orient à l’époque romaine, soit mille ans avant les Croisades. Bien des signes retrouvés dans différentes localités de la Terre sainte renvoient à la croix de Jérusalem, y compris sur un certain nombre de mosaïques où elle apparaît dans une forme parfaitement identique à sa représentation actuelle. 
C’est ce lien qui est à la base de l’adoption du symbole par des Franciscains de Terre sainte.
Son origine remonte peut-être aux Phéniciens, sous la forme d'une croix blanche (parfois verte) à huit points. On disait qu'elle représentait les huit béatitudes du Christ.
Cette croix est sur les armoiries :
- de l'Ordre équestre du Saint-Sépulcre de Jérusalem ;
- de familles (Habsbourg, Maison de Savoie), dont les aïeuls ont été rois de Jérusalem ;
- de la Géorgie ;
- de Porto Rico ;
- de plusieurs communes françaises telles que Aix-en-Provence, Beaumont-du-Ventoux, Calais, Seyne, Sainte-Croix-du-Verdon ;
- de plusieurs communes italiennes telles que Paesana, Aci Sant'Antonio, Canosa di Puglia[2].

## Signification
C'est la Passion du Christ et sa seigneurie universelle qui a poussé la custodie franciscaine à adopter cette croix. En effet, pour beaucoup le nombre des croix (quatre petites et une grande) symbolise les cinq plaies de Jésus sur la Croix, à moins qu'il ne s'agisse des cinq premiers livres de la Bible ou des cinq premières Églises chrétiennes.

## Galerie d'images

Armes du royaume de Jérusalem.
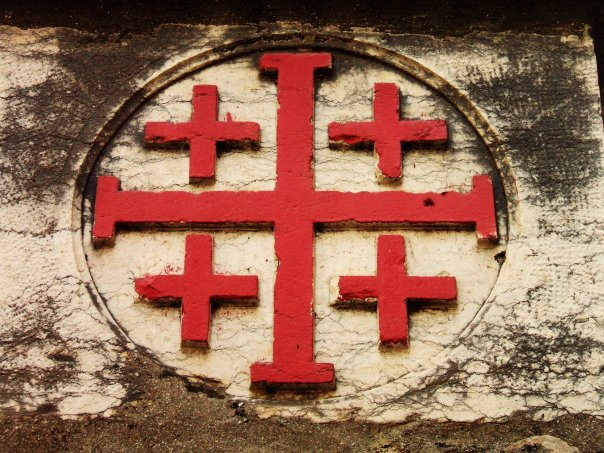
Croix de la custodie franciscaine de Terre sainte, représentant les cinq blessures du Christ.
Armes de la famille belge de Bernard de Fauconval [nl].
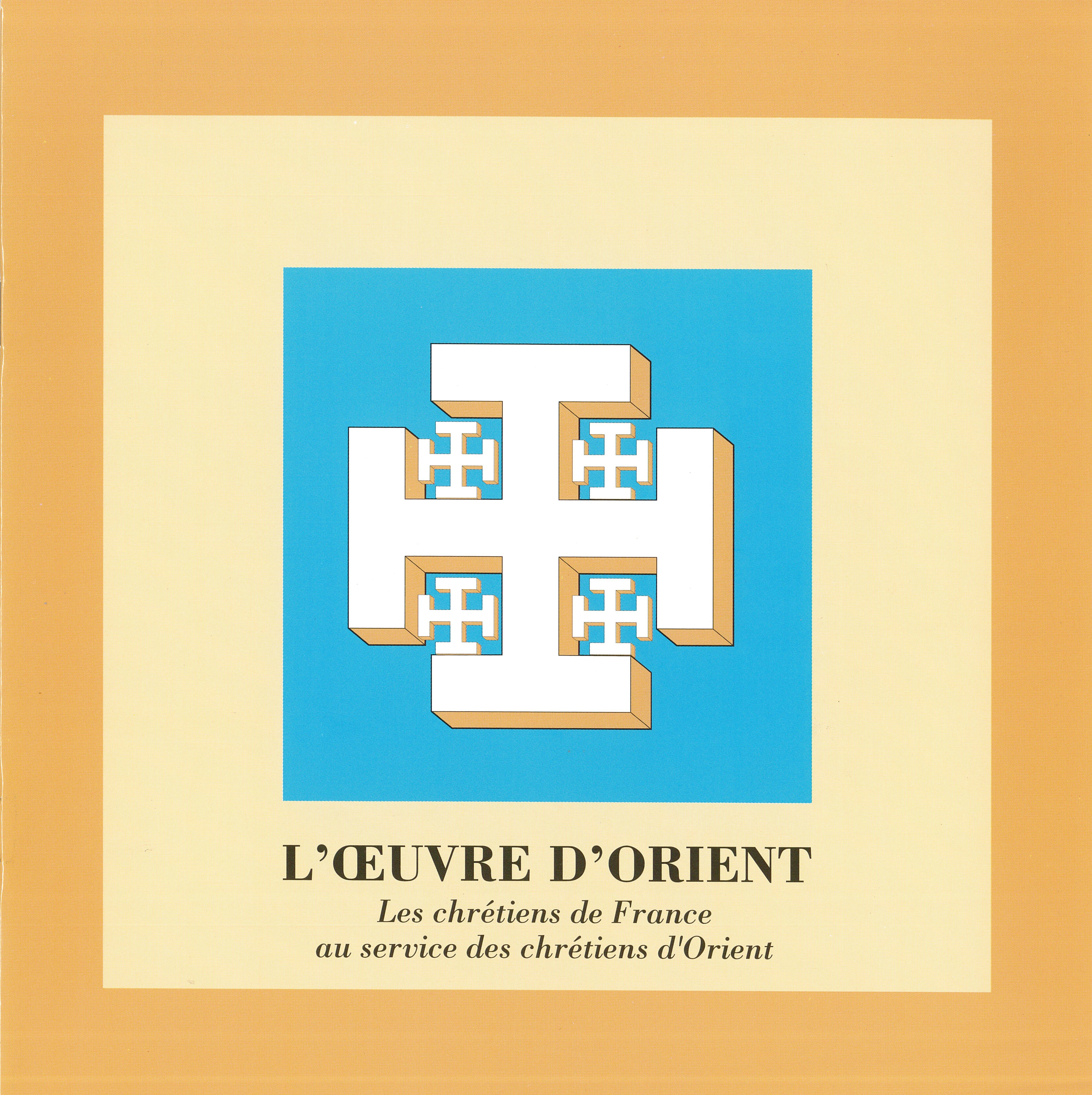
Couverture de la plaquette d'information sur L'Œuvre d'Orient, crée par Mgr. Jean Maksud, Directeur Général de L'Œuvre d'Orient, du 1er septembre 1990 jusqu’au 31 août 2001.